# Betriebserlaubnis
Die Betriebserlaubnis ist die von einer Behörde erteilte Erlaubnis zum Betrieb von Kraftfahrzeugen und ihrer Ausrüstungsteile oder technischen Anlagen sowie von Kindertagesstätten.

## Allgemeines
Überall dort, wo Betriebsgefahren drohen, die latent zu Personen- oder Sachschäden oder gar zum Tod von Menschen führen können, verlangt der Gesetzgeber vom Betreiber, Fahrzeughalter oder Inhaber vor dem Inverkehrbringen eine behördliche Erlaubnis oder Genehmigung, ohne die der Betrieb der Anlage nicht gestattet ist. Meist wird sie auf Kraftfahrzeuge reduziert, doch ist eine Betriebserlaubnis auch insbesondere für Eisenbahnen, technische Anlagen, Flughäfen, Flugzeuge oder Kindertagesstätten erforderlich.

## Rechtsfragen
Eine Erlaubnis wird allgemein durch die zuständige Behörde erteilt, wenn die Betriebsanlagen oder Fahrzeuge abgenommen, das Sicherheitskonzept sowie die Grundsätze und Verfahren für die Aufstellung des Instandhaltungsprogramms genehmigt, der Unternehmer ein Betriebshandbuch erstellt hat sowie die Systemsicherheit nachgewiesen ist.

### Technische Anlagen
Die Errichtung und Benutzung technischer Anlagen ist grundsätzlich ohne besondere Erlaubnis zulässig. Allerdings gibt es zahlreiche Ausnahmen für überwachungsbedürftige Anlagen. Diese unterliegen einer Erlaubnispflicht nach § 18 Abs. 1 BetrSichV, so dass die Errichtung, der Betrieb sowie die Änderungen der Bauart oder Betriebsweise, welche die Sicherheit der Anlage beeinflussen, folgender Anlagen der Erlaubnis bedürfen:
- Dampfkesselanlagen,
- Anlagen mit Druckgeräten;
- Anlagen einschließlich der Lager- und Vorratsbehälter zum Befüllen von Land-, Wasser- und Luftfahrzeugen mit entzündbaren Gasen;
- Räume oder Bereiche einschließlich der in ihnen vorgesehenen ortsfesten Behälter und sonstiger Lagereinrichtungen zur Lagerung von entzündbaren Flüssigkeiten mit einem Gesamtrauminhalt von mehr als 10.000 Litern;
- ortsfest errichtete oder dauerhaft am gleichen Ort verwendete Anlagen mit einer Umschlagkapazität von mehr als 1.000 Litern je Stunde zur Befüllung von Transportbehältern mit entzündbaren Flüssigkeiten;
- ortsfeste Anlagen für die Betankung von Land-, Wasser- und Luftfahrzeugen mit entzündbaren Flüssigkeiten (Tankstellen) oder
- ortsfeste Anlagen oder Bereiche auf Flugfeldern, in denen Kraftstoffbehälter von Luftfahrzeugen aus Hydrantenanlagen mit entzündbaren Flüssigkeiten befüllt werden (Flugfeldbetankungsanlagen).

Erfasst werden überwiegend mit Dampf, Druck oder entzündbaren Flüssigkeiten arbeitende Anlagen.

### Eisenbahnen
Die erstmalige Inbetriebnahme eines „Bestandteils des Eisenbahnsystems“ (insbesondere Bahnhöfe, Eisenbahnsignale, Schienennetz, Triebfahrzeuge oder Züge) bedarf gemäß § 8 Eisenbahn-Inbetriebnahmegenehmigungsverordnung einer Genehmigung durch das Eisenbahn-Bundesamt.

### Gentechnische Anlagen
Die Errichtung und der Betrieb gentechnischer Anlagen, in denen gentechnische Arbeiten der Sicherheitsstufe 3 oder 4 durchgeführt werden sollen, bedürfen nach § 8 GenTG der Genehmigung. Gentechnische Arbeiten sind gemäß § 3 Nr. 2 GenTG die Erzeugung gentechnisch veränderter Organismen oder die Vermehrung, Lagerung, Zerstörung oder Entsorgung sowie der innerbetriebliche Transport gentechnisch veränderter Organismen sowie deren Verwendung in anderer Weise, soweit noch keine Genehmigung für die Freisetzung oder das Inverkehrbringen zum Zweck des späteren Ausbringens in die Umwelt erteilt wurde.

### Kindertagesstätten
Die Träger von Kindertagesstätten bedürfen nach § 45 Abs. 1 SGB VIII einer Betriebserlaubnis, wenn in ihrer Einrichtung Kinder oder Jugendliche ganztägig oder für einen Teil des Tags betreut werden. Keiner Erlaubnis bedürfen Jugendfreizeiteinrichtungen, Jugendbildungseinrichtungen, Jugendherbergen oder Schullandheime.

### Kraftfahrzeuge

#### Allgemeines
Die Betriebserlaubnis für Kraftfahrzeuge nach § 19 StVZO ist, zusammen mit der eventuell notwendigen Zuteilung eines amtlichen Kennzeichens, Bestandteil des Zulassungsverfahrens für Kraftfahrzeuge auf öffentlichen Straßen in Deutschland. Einfach ausgedrückt ist sie eine Bestätigung, dass das Fahrzeug oder Fahrzeugteil den einschlägigen nationalen Vorschriften entspricht. Sie wird für Serienfahrzeuge und Serienteile vom Kraftfahrt-Bundesamt (KBA) erteilt. Die Betriebserlaubnis gilt nur national, also in Deutschland.
Die Betriebserlaubnis wurde teilweise abgelöst von der europäischen Typgenehmigung (=ETG), welche inzwischen für bestimmte Fahrzeugarten (PKW, Krafträder, bestimmte Traktoren) zwingend erforderlich ist. Seit dem 29. April 2009 werden für alle Fahrzeugklassen europäische Typgenehmigungen nach der Richtlinie 2007/46/EG erteilt. Ab dem 29. Oktober 2014 ist die Richtlinie für alle Fahrzeugklassen verbindlich. Der genaue Zeitplan für die Anwendung der RL 2007/46/EG ist für die verschiedenen Fahrzeugklassen im Anhang XIX dieser Richtlinie festgelegt. Typgenehmigungen werden in Deutschland vom KBA und in den anderen europäischen Staaten von vergleichbaren Institutionen der Europäischen Union erteilt.
Man unterscheidet zwischen der:
- Allgemeinen Betriebserlaubnis (ABE) für Fahrzeuge oder Fahrzeugteile und der
- Einzelbetriebserlaubnis (EBE) für Fahrzeuge oder Fahrzeugteile

#### Allgemeine Betriebserlaubnis für Fahrzeuge (ABE)
Fahrzeuge dürfen auf öffentlichen Straßen gemäß § 3 Abs. 1 FZV nur in Betrieb gesetzt werden, wenn sie zum Verkehr zugelassen sind. Die Zulassung wird auf Antrag erteilt, wenn das Fahrzeug einem genehmigten Typ entspricht oder eine Einzelgenehmigung erteilt ist und eine dem Pflichtversicherungsgesetz entsprechende Kraftfahrzeug-Haftpflichtversicherung besteht. Die Zulassung erfolgt durch Zuteilung eines Kennzeichens, Abstempelung der Kennzeichenschilder und Ausfertigung einer Zulassungsbescheinigung. Einige Kraftfahrzeugarten und Anhänger bedürfen gemäß § 3 Abs. 3 FZV keiner Zulassung.
Die Allgemeine Betriebserlaubnis (§ 20 StVZO) wird für reihenweise zu fertigende oder gefertigte Fahrzeuge dem Hersteller, nach einer auf seine Kosten vorgenommenen Prüfung, allgemein erteilt (das heißt in Form einer Typgenehmigung). Alle diesem Typ entsprechenden Serienfahrzeuge erhalten als Nachweis eine Datenbestätigung gemäß § 20 Absätze 3a und 3b StVZO in Verbindung mit Muster 2d (§ 20) StVZO, mittels derer der – gemäß § 6  Absatz 3 FZV bei der erstmaligen Zulassung erforderliche – Nachweis, dass das Fahrzeug einem Typ entspricht, für den eine nationale Typgenehmigung vorliegt, geführt werden kann. Werden zulassungsfreie Kraftfahrzeuge mit einer bauartbedingten Höchstgeschwindigkeit von mehr als 6 km/h und Anhänger die zur Verwendung hinter solchen Kraftfahrzeugen vorgesehen sind und für die eine Zulassungsbescheinigung Teil I nicht ausgestellt wurde, auf öffentlichen Straßen geführt oder mitgeführt, ist die Datenbestätigung (oder die Übereinstimmungsbescheinigung oder die Bescheinigung über die Einzelgenehmigung) mitzuführen und zuständigen Personen auf Verlangen zur Prüfung auszuhändigen. Zulassungspflichtigen Fahrzeugen kann der Hersteller eine Zulassungsbescheinigung Teil II (früher: Fahrzeugbrief) ausstellen. Die ABE kann nach Ablauf einer festgesetzten Frist erlöschen, z. B. bei Widerruf durch das Kraftfahrt-Bundesamt oder wenn der genehmigte Typ den Vorschriften nicht mehr entspricht. Die aufgrund der ABE für das einzelne Fahrzeug erteilte Betriebserlaubnis bleibt grundsätzlich erhalten, es sei denn, es werden Veränderungen am Fahrzeug (zum Beispiel: Verkürzen der Federn, nicht genehmigte Auspuffanlage usw.) vorgenommen. In diesem Fall erlischt die Betriebserlaubnis des Fahrzeuges (Näheres dazu siehe § 19 Absatz 2 StVZO).

#### Örtliche und sachliche Zuständigkeit für ABE
Örtlich und sachlich zuständig für die Erteilung einer ABE ist seit 4. August 1951 das Kraftfahrtbundesamt, heute gem. §20 Abs. 2 StVZO. Bis 1937 lag in Preußen die Zuständigkeit sachlich bei den Regierungsbezirken, örtlich bei dem Regierungsbezirk, in dem sich der Sitz der Firma befand, die das Fahrzeug herstellte. 1937 wurde die Reichsstelle für Typprüfung von Kraftfahrzeugen und Kraftfahrzeugteilen in Berlin als zentrale Behörde für das ganze Deutsche Reich geschaffen. Sie unterstand als höhere Behörde dem Reichsverkehrsminister.
In Frankreich wird die Betriebserlaubnis vom „inspecteur des mines“, also einer Behörde, die ursprünglich zur Überprüfung der Sicherheit der Bergwerke (Minen) geschaffen wurde, erteilt.

#### Einzelbetriebserlaubnis für Fahrzeuge
Die Einzelbetriebserlaubnis (§ 21 StVZO) wird von der örtlich zuständigen Kfz-Zulassungsstelle für ein einzelnes Fahrzeug erteilt und gilt nur für dieses. Ein Beispiel dafür wäre ein selbst konstruiertes Fahrzeug oder der Import eines Fahrzeugs, welches noch nie im europäischen Wirtschaftsraum (EWG) homologiert wurde und in Deutschland zugelassen werden soll.
Die Erteilung der Betriebserlaubnis erfolgt aufgrund des Gutachtens eines amtlich anerkannten Sachverständigen TH/Uni (aaS) einer Technischen Prüfstelle (TP). Die Erstellung eines Gutachtens nach § 21 StVZO wurde in den alten Bundesländern durch den Technischen Überwachungsverein (TÜV) und in den neuen Bundesländern durch DEKRA durchgeführt, inzwischen können diese Abnahmen auch von weiteren Technischen Prüfstellen durchgeführt werden.

#### Betriebserlaubnis für Fahrzeugteile
National wird die Betriebserlaubnis für Fahrzeugteile (§ 22 StVZO) für ein bestimmtes Bauteil, zum Beispiel für Sonderräder wie Alufelgen, erteilt. Sofern dabei die Anbauanweisungen beachtet werden, erlischt beim Anbau an ein Fahrzeug die Fahrzeug-Betriebserlaubnis nicht. Die Anbauanweisungen können jedoch das Fortgelten der Betriebserlaubnis von der Durchführung einer Änderungsabnahme nach § 19 Abs. 3, Satz 1, Ziffer 3 StVZO abhängig machen. Die Kopie der Betriebserlaubnis für das Fahrzeugteil, die beim Kauf mitgeliefert wird, oder ggf. der Nachweis der Änderungsabnahme, muss bei einer Verkehrskontrolle durch die Polizei vorgelegt werden können. Außerdem haben die Teile an gut sichtbarer Stelle ein Prüfzeichen.
Im Gegensatz dazu steht der E-Pass oder EG-Betriebserlaubnis. Sofern auf diesen Teilen ein Genehmigungszeichen, das sogenannte E-Prüfzeichen, sichtbar ist, muss der Fahrzeugführer nach § 19 Abs. 2 StVZO in Verbindung mit Abs. 3, Satz 1, Ziffer 2 und Abs. 4 StVZO keine Kopie der EG-Betriebserlaubnis beziehungsweise der Übereinstimmungsbescheinigung vorweisen können. Ist der Verwendungsbereich des Teils jedoch eingeschränkt, so hat der Hersteller nach § 6 Abs. 2 EG-FGV Angaben über die Beschränkungen und Vorschriften zum Einbau mitzuliefern.

#### Erlöschen der Betriebserlaubnis

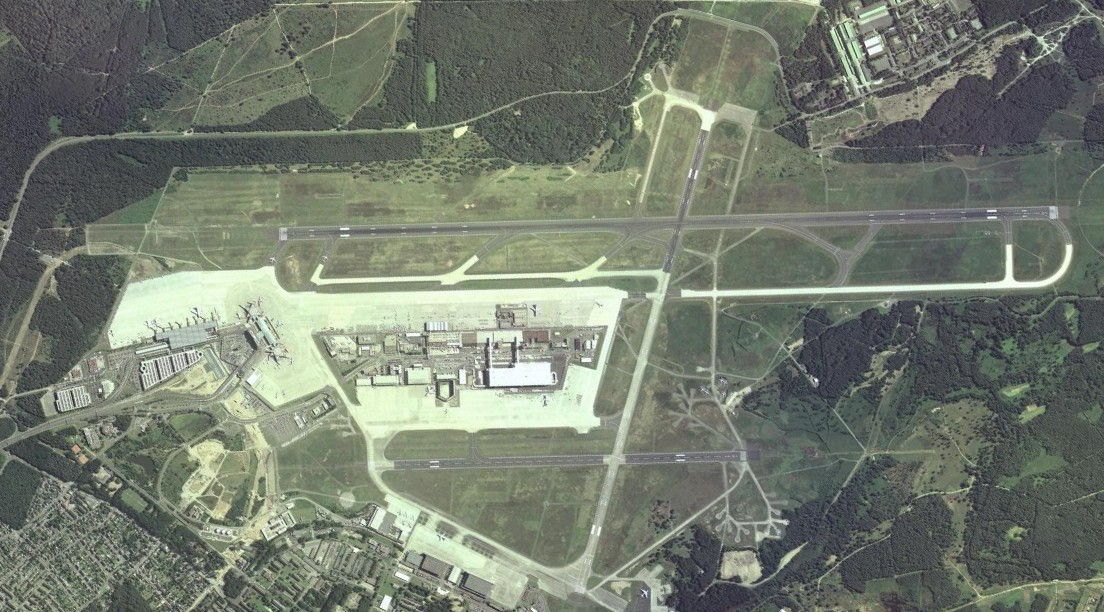
Der Flughafen Köln/Bonn besitzt eine Betriebserlaubnis

Erweist sich ein Fahrzeug als nicht vorschriftsmäßig nach der FZV, der StVZO oder der Elektrokleinstfahrzeuge-Verordnung, kann gemäß § 5 Abs. 1 FZV die Zulassungsbehörde dem Eigentümer oder Halter eine angemessene Frist zur Beseitigung der Mängel setzen oder den Betrieb des Fahrzeugs auf öffentlichen Straßen beschränken oder untersagen.
Das Erlöschen der Betriebserlaubnis ist im § 19 Absatz 2 sowie Absatz 3 StVZO geregelt. Gemäß § 19 Absatz 2 StVZO bleibt die Betriebserlaubnis eines Fahrzeuges, wenn sie nicht ausdrücklich entzogen wird, bis zu seiner endgültigen Außerbetriebsetzung wirksam.
Sie kann jedoch erlöschen, wenn einer der folgenden drei Punkte erfüllt ist:
1. die in der Betriebserlaubnis genehmigte Fahrzeugart wird verändert oder
2. eine Gefährdung von Verkehrsteilnehmern ist zu erwarten oder
3. das Abgas- oder Geräuschverhalten verschlechtert sich.

§ 19 Abs. 3 StVZO besagt, dass die Betriebserlaubnis für ein Fahrzeug ebenfalls erlischt, wenn für ein Bauteil eine Anbauabnahmepflicht besteht, dieser jedoch nicht nachgekommen wurde oder wenn Anbauvorschriften, Einschränkungen oder Auflagen bei technischen Änderungen nicht beachtet wurden.
Das Fahren ohne oder mit erloschener Betriebserlaubnis ist eine Ordnungswidrigkeit (§ 69a Absatz 2, Satz 1, Ziffer 1a, § 19 Absatz 5, Satz 1 StVZO), wenn eine Betriebserlaubnis für das Verkehrsmittel erforderlich ist, die bei zulassungsfreien Fahrzeugen mit Geldbuße und Punkten in Flensburg geahndet wird. Außerdem kann die Zulassungsbehörde den Betrieb untersagen und das Kennzeichen entstempeln.
Zulassungsfreie landwirtschaftliche Anhänger, die vor dem 1. Juli 1961 in Verkehr gebracht wurden, benötigen keine Betriebserlaubnis (§ 50 Absatz 1 Fahrzeug-Zulassungsverordnung (FZV)).

### Luftfahrzeuge und Flughäfen
Deutsche Luftfahrzeuge dürfen gemäß § 2 Abs. 1 LuftVG nur verkehren, wenn sie zum Luftverkehr zugelassen (Verkehrszulassung) und – soweit es vorgeschrieben ist – in die Luftfahrzeugrolle eingetragen sind. Flugplätze (Flughäfen, Landeplätze und Segelfluggelände) dürfen nach § 6 Abs. 1 LuftVG nur mit Genehmigung angelegt oder betrieben werden. Im Genehmigungsverfahren für Flugplätze, die einer Planfeststellung bedürfen, ist nach dieser Bestimmung auch die Umweltverträglichkeit zu prüfen. Die Genehmigung eines Flughafens wird von der Luftfahrtbehörde des Landes erteilt, in dem das Gelände liegt (§ 39 Abs. 1 LuftVZO). Anders als bei der straßenrechtlichen und eisenbahnrechtlichen Planfeststellung stehen bei Flughäfen die betrieblichen Fragen stärker im Vordergrund.

### Magnetschwebebahnen
Für die Zulassung der Magnetschwebebahnen als Transportmittel musste eine Vielzahl technischer und rechtlicher Voraussetzungen erfüllt werden. Gemäß § 5 Abs. 1 AMbG dürfen öffentliche Magnetschwebebahnen nicht ohne eine Genehmigung betrieben werden. Das Eisenbahn-Bundesamt ist hierfür Aufsichts- und Genehmigungsbehörde (§ 4 Abs. 1 AMbG). Nach § 4 MbBO darf der Unternehmer den Fahrbetrieb von Magnetschwebebahnen auf einer Strecke erst aufnehmen, wenn er für diese Strecke eine vom Eisenbahn-Bundesamt zu erteilende Betriebserlaubnis besitzt.

## Sonstiges
Für die meisten Anlagen besteht eine gesetzliche Gefährdungshaftung (siehe Betriebsgefahr), wonach der Betreiber/Halter/Inhaber einer Anlage oder eines Kraftfahrzeugs für Schäden haften muss, selbst wenn ihn kein Verschulden trifft. Dies ist ein Indiz dafür, dass behördliche Betriebserlaubnisse erforderlich sind, um Gefährdungen von vorneherein auszuschließen oder zumindest zu minimieren. Der Bundesgerichtshof (BGH) geht davon aus, dass die Haftung nach § 7 Abs. 1 StVG gleichsam der Preis für die Zulassung der mit dem Kraftfahrzeugverkehr verbundenen Gefahren sei und umfasse daher alle durch den Kraftfahrzeugverkehr beeinflussten Schadensabläufe.